# ペラギウス

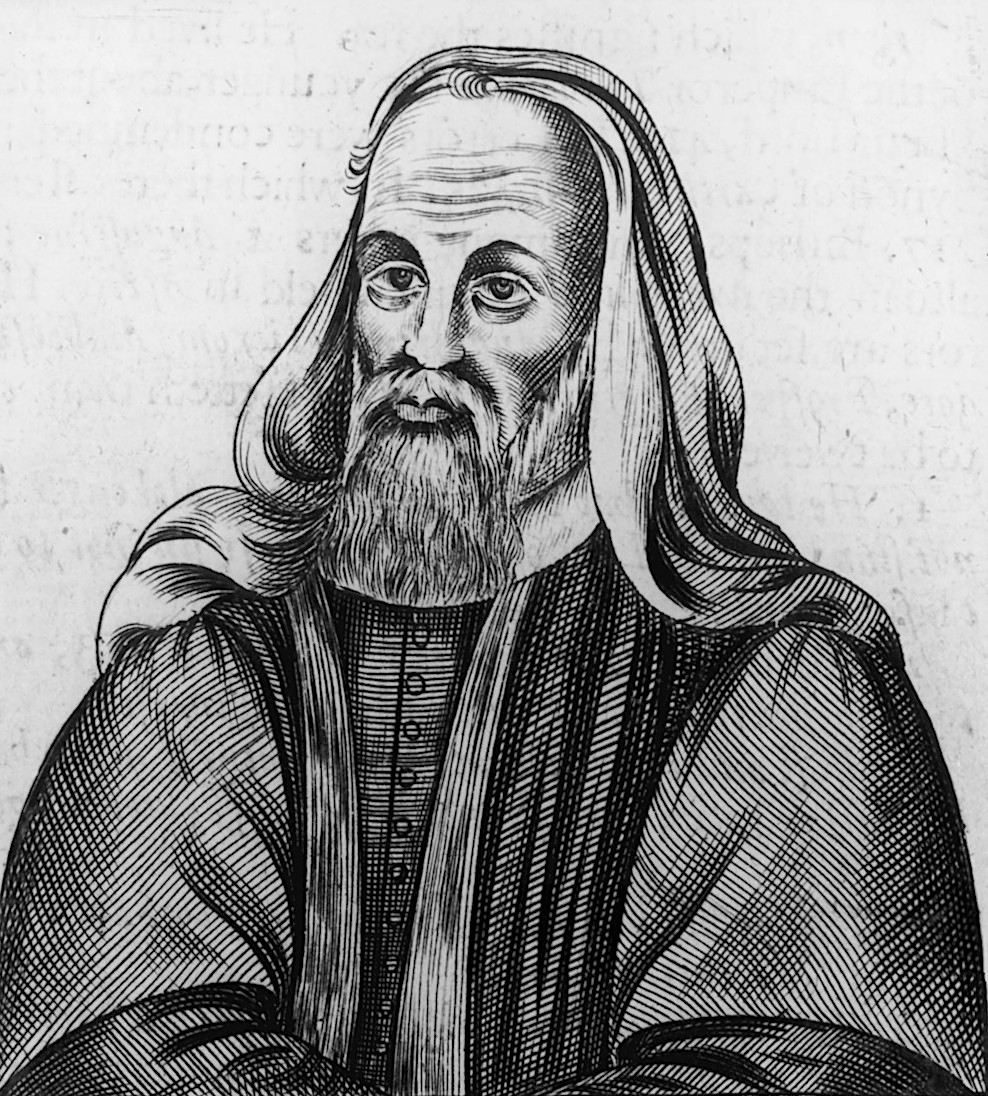
17世紀に描かれたペラギウスの肖像

ペラギウス（Pelagius, 354年 - 420年/440年）は、初期キリスト教時代の神学者。ペラギウス主義と呼ばれる教義を広く展開したが、後に異端とされた。

## 生涯
ペラギウスの出自はカレドニアと呼ばれた現在のスコットランドまたはアイルランドと言われる。修道僧だったと語り継がれているが、実際にそうだったという確証はなく、修道士として組織に入っていたという証拠もない。しかし彼は非常に博識で、ラテン語のみならずギリシア語にも通じていた。また、道徳的に非常に清い生涯を送ったと言われており、それがアウグスティヌスの「主よ、すべて汝の命ずるところをあたえたまえ」という言葉にあらわされた、恩寵は良き行為に対する褒美ではなく道徳的な振る舞いが救済に直接結びつくわけでもないという考え方に反発させた、と考えられる。

### ローマ
380年頃ローマに赴いたペラギウスは、苦行の実践と伝道で広く知られるようになり、この時期に多くの著作を残したと言われる。現在では彼の著作は散逸してしまい、その筆跡は対立者による引用のみでしかうかがうことができないが、ローマにおけるペラギウスは、当時のローマ社会の倫理的破綻に警鐘を鳴らし、またアウグスティヌスなど多くの教父が説いた「神の恩寵に身を委ねる」という態度を批判したという。
しかし、405年頃にアウグスティヌスの「告白」に触れたペラギウスは、アウグスティヌスの人間存在のとらえ方に強い関心を持ったとも言われる。当時の教会の教えでは、人間とは絶対的な神の恩寵にすがるのみの従属的な存在でしかなかったが、アウグスティヌスの教えはそれら従来の教義に反するもののようにペラギウスには思われたからだという。

### カルタゴ
410年に西ゴート族のアラリック1世によってローマが略奪されると、ペラギウスは弟子のケレスティウスを連れてカルタゴに逃れた。また、この時にペラギウスは直接アウグスティヌスと相まみえたとも言われる。カルタゴにおいてペラギウスの教えは急速に広まった。しかしペラギウスの教義には従来の教会の教義とは異なる点があり、特に原罪と救済に関しては大きく掛け離れていた。そのためアウグスティヌスは、自説を広く人々に説く形でペラギウス主義に対抗した。すなわち、人間の原罪を強調し、幼児洗礼の必要性を説き、神たるキリストなくして罪なき人生はありえないとした。ただしこれは、あくまで一般の人々に対しての教説であり、ペラギウスを名指ししての論争ではなかった。このあと間もなくして、ペラギウスとケレスティウスはパレスティナへと逃れた。

### パレスティナ
パレスティナでは、この地に住むヒエロニムスとの間に論争が始まる。ヒエロニムスはアウグスティウスの弟子オロシウスとともにペラギウスの思想を弾劾。しかし現地エルサレムの司教ヨハネがペラギウスの友人だったため、415年7月、ヨハネの主導で教会会議が開催される。ここでペラギウスは、神は人を創り給うたもの故に人は神の救済を必要としていると主張した。また彼は他にも、自らの主張を補強するために、彼を認める数多くの教会の重鎮からの手紙を披露した。その中にはアウグスティヌスのものもあった。細かい教義の解釈では意見を異にするとしても、アウグスティヌスはペラギウス自身の人柄は評価していた。

### 異端
しかしこの教会会議には、ペラギウス主義を正統からはずれた教義解釈と認定するだけの権威がなかった。そこでアウグスティヌスと司教たちは、ペラギウスとケレスティウスの出席なしにペラギウス主義を再び弾劾、インノケンティウス1世 (ローマ教皇) に文書を送り、彼の教義解釈を異端とするよう上申し、それに成功する。
それでもペラギウス自身の行動は間違った信仰による罪とは定められなかった。ペラギウスは教皇ゾシムスに書を送り、自分がまったき正統な信仰を持っていると主張、さらに自分の主張は以前から矛盾したものではないとはっきり態度を明らかにした。教皇はペラギウスの書に感銘を受け彼を無罪とした。
いまだもってペラギウス主義が異端とされないことにアウグスティヌスは驚くが、418年のカルタゴ会議でははっきりとペラギウス主義は否定される。すなわち原罪、幼児洗礼、そして神の恩寵についての教義が明確に定義され、これが教会全体の基準として確立した。これによりペラギウス主義はイタリアから消えることとなった。

### 最期
ペラギウスの最期はよく分かっていない。彼は対立する教会勢力によって殺されたとも、失望してローマを去り東方へ向かったとも噂された。しかし彼がいなくなった後も教えは弟子たちに受け継がれ、主にブリタンニア・パレスティナ・北アフリカで、ペラギウス主義は数世紀のあいだ存続した。半ペラギウス主義もその中の一つである。ただし、ペラギウスが実際に説いた教えがどのようなものだったのかについては資料がほとんど残されておらず、彼の教義は少なからず教会勢力によって歪曲されている可能性がある。

## 映画でのペラギウス
2004年製作の映画『キング・アーサー』には、主人公アルトリウス（アーサー王）の精神的な師としてペラギウスの名が出てくる。この映画では、ペラギウスはローマで殺されたという設定になっており、その死を知ったアルトリウスはローマ帝国への忠誠を捨て去るに至る。

### 著作の日本語訳
- 「鎌田伊知郎 訳・解説『ペラギウス　デメトリアスへの手紙』」『初期ラテン教父』 4巻、上智大学中世思想研究所 編訳・監修、平凡社〈中世思想原典集成〉、1999年6月1日、925-977頁。ISBN 978-4582734140。
- 「「ペラギウスとカエレスティウス」より『インノケンティウス一世への手紙』、聖書注解、『自由意志論』（断片）、『ディオスポリス教会会議で提訴された命題』からの抄訳集」『ラテン教父』 3巻、小高毅 編訳、教文館〈原典古代キリスト教思想史〉、2001年6月1日、288-309頁。ISBN 978-4764271982。